# Hymenostylium filiforme
Hymenostylium filiforme är en bladmossart som beskrevs av Hugh Neville Dixon 1930. Hymenostylium filiforme ingår i släktet Hymenostylium och familjen Pottiaceae. Inga underarter finns listade i Catalogue of Life.